# (5083) Irinara
(5083) Irinara es un asteroide perteneciente al cinturón de asteroides, descubierto el 13 de marzo de 1977 por Nikolái Stepánovich Chernyj desde el Observatorio Astrofísico de Crimea (República de Crimea).

## Designación y nombre
Designado provisionalmente como 1977 EV. Fue nombrado Irinara en honor a la escritora rusa  Irina Evgen'evna Raksha amiga de la familia del descubridor.

## Características orbitales
Irinara está situado a una distancia media del Sol de 2,552 ua, pudiendo alejarse hasta 2,752 ua y acercarse hasta 2,352 ua. Su excentricidad es 0,078 y la inclinación orbital 14,75 grados. Emplea 1489,70 días en completar una órbita alrededor del Sol.

## Características físicas
La magnitud absoluta de Irinara es 12,6. Tiene 8,242 km de diámetro y su albedo se estima en 0,295.